# Двойник (пьеса Дюрренматта)
«Двойни́к» (нем. Der Doppelgänger) — пьеса Фридриха Дюрренматта в жанре мистического детектива, написанная в 1946 году для постановки на радио и впервые поставленная в 1961 году.

## Сюжет
Действие начинается с диалога Режиссёра и Драматурга. Режиссёр просит Драматурга рассказать ему историю для его театра, и тот начинает, предупредив, что история будет сложна, и ещё не до конца сложилась — детали будут сочиняться по мере рассказа.
Пьеса имеет псевдодетективную завязку: некое таинственное убийство, о котором неизвестно ничего: ни место преступления, ни орудие убийства, ни жертва (ни, собственно, — было ли оно). Действующими лицами пьесы являются обвиняемый в этом преступлении герой, так же лишённый имени, фамилии и места жительства, его двойник и некий верховный суд — абстрактная сила, во власти которой — судьбы всех живущих. В конце концов, герой, отчаявшись доказать свою невиновность, вдруг оказывается замешанным в этом убийстве. Пьеса имеет открытый финал, оставляющий место для размышлений.

## Особенности
«Двойник» — ранняя пьеса автора, где он уже в самом названии обозначил интерес к теме двойничества, проходящей через всё его творчество. Двойники Дюренматта пародирующие друг друга являются признаками того, что Бахтин назвал карнавализацией литературы. Подчёркнуты неправдоподобие, сюрреализм действия; автор отмечает, что всё происходит «как будто во сне». 
Пьеса, тяготеющая к трагифарсу, написана под некоторым влиянием творчества Франца Кафки и имеет определённое сходство с романом «Процесс». Её главная тема — неотвратимость и бессмысленность человеческой судьбы, человек, который под давлением некоей неназываемой силы начинает верить в свою изначальную греховность.

## Постановки в России
Пьеса трижды ставилась в России[где?]. В 2012 году была поставлена режиссёром Аидой Хорошевой в московском театре «Синематографъ» в рамках проекта «Открытая сцена». Главные роли исполнили Алексей Знаменский и Максим Тиунов. Этот спектакль демонстрировался в эфире телеканала «Театр». Спектакль поставлен в минималистических декорациях, весь реквизит составляют железные рамы с чёрно-белыми римскими шторами. Основной язык спектакля — пластика, реплики актёров озвучивает голос за кадром, принадлежащий Егору Сачкову, который играет роль Режиссёра. Хорошева — режиссёр спектакля сознательно выбрала для постановки этой пьесы «Синематографъ», где играют слабослышащие актёры.